# 従属国
従属国（じゅうぞくこく、英: client state）は、独立国（主権国家体制を参照）であるが、事実上の政治的・経済的・軍事的に従属関係にある国。狭義では「付庸国」と「保護国」のみを指す。属国（ぞっこく）ともいう。

## 概要
広義での従属国はなんらかの従属関係を宗主国と結んでいるものをいうが、従属関係は一律ではなく、さまざまな関係がみられる。狭義においては国内法もしくは国際法を根拠とし、従属下にある国を指すが、狭義においてもその関係内容は一律ではない。国際法学者で名古屋大学教授・佐分晴夫による分類を下記に図示する。
従属国（広義）
事実上、政治的、経済的に従属関係にある国。
従属国（狭義）
付庸国
一国の一部が国内法により独立的地位が認められたもの。
（国内法を根拠とする。）
保護国
条約により他の国家の保護下にあるもの。
（国際法を根拠とする。）

## 従属国（広義）
広義での従属国はなんらかの従属関係を宗主国と結んでいるものをいうが、従属関係は一律ではなく、さまざまな関係が見られる。よく名称が挙げられ議論されるものとしては以下のものがあげられる。

### 冊封国
冊封国は、中国を宗主国とし、従属国となった周辺国を指す。多分に名目的な従属関係であり、中国及び他の周辺国との交易などを目的として関係を結んだものも多い。

### 傀儡国家
傀儡国家（英: puppet state）は、名目上独立しているが、実際には他国などの強い影響下にある国をいう。

### 植民地
植民地（英: colony）は、原義としては植民によって獲得した領土のことであるが、近現代においては本国に対して従属的地位にある領土を指す。
20世紀初頭の西洋列強による支配統治下にあった、国力の劣るアフリカ、アジアなどに多くみられた。

## 従属国（狭義）
狭義における従属国は、主権の行使の一部を他国に委ねることで、結合体の中で従属的な地位にある国家を指す。付庸国、被保護国の類型が知られている。主権を不完全にしか持たないため、半主権国とも呼ばれる。

### 付庸国
付庸国（英: vassal state）は、一国の一部が国内法により独立的地位が認められたもので、なお本国との従属関係が残されているものをいう。 

### 保護国
保護国（英: protected state）は、条約により他の国家の保護の下に置かれ、通常は対外的権能の一部が制限されたもの。
イギリスの一部でありながら別の法体系を維持するスコットランドなどがその例として挙げられる。

## 近代

### イギリス（大英帝国）
かつて、イギリスは世界最大の帝国だった。また、アフリカ、アメリカ大陸、アジア、オセアニアなどさまざまな地域で植民地支配をしていた。

### 日本

太平洋戦争中の大日本帝国の領地

日本は当時、明治維新によって大日本帝国憲法を制定し、1930年代後半から、自ら大日本帝国と呼ぶようになった。
日本は日清戦争や第一次世界大戦の戦勝国となったため、中国大陸など中心に従属国を誕生させた。第二次世界大戦には中国だけでなく、アジアなどを中心に様々な日本の従属国または傀儡政権国家が誕生した。
全体の時期とすれば台湾や朝鮮半島を併合、植民地化から1945年の第二次世界大戦終戦までとされている。第二次世界大戦で日本は敗戦のため、従属国の国家や日本の海外領地は全て消滅、解体させられた。
- 満洲国
- ビルマ国
- 大韓帝国
- フィリピン第二共和国
- ラオス

### ソビエト連邦

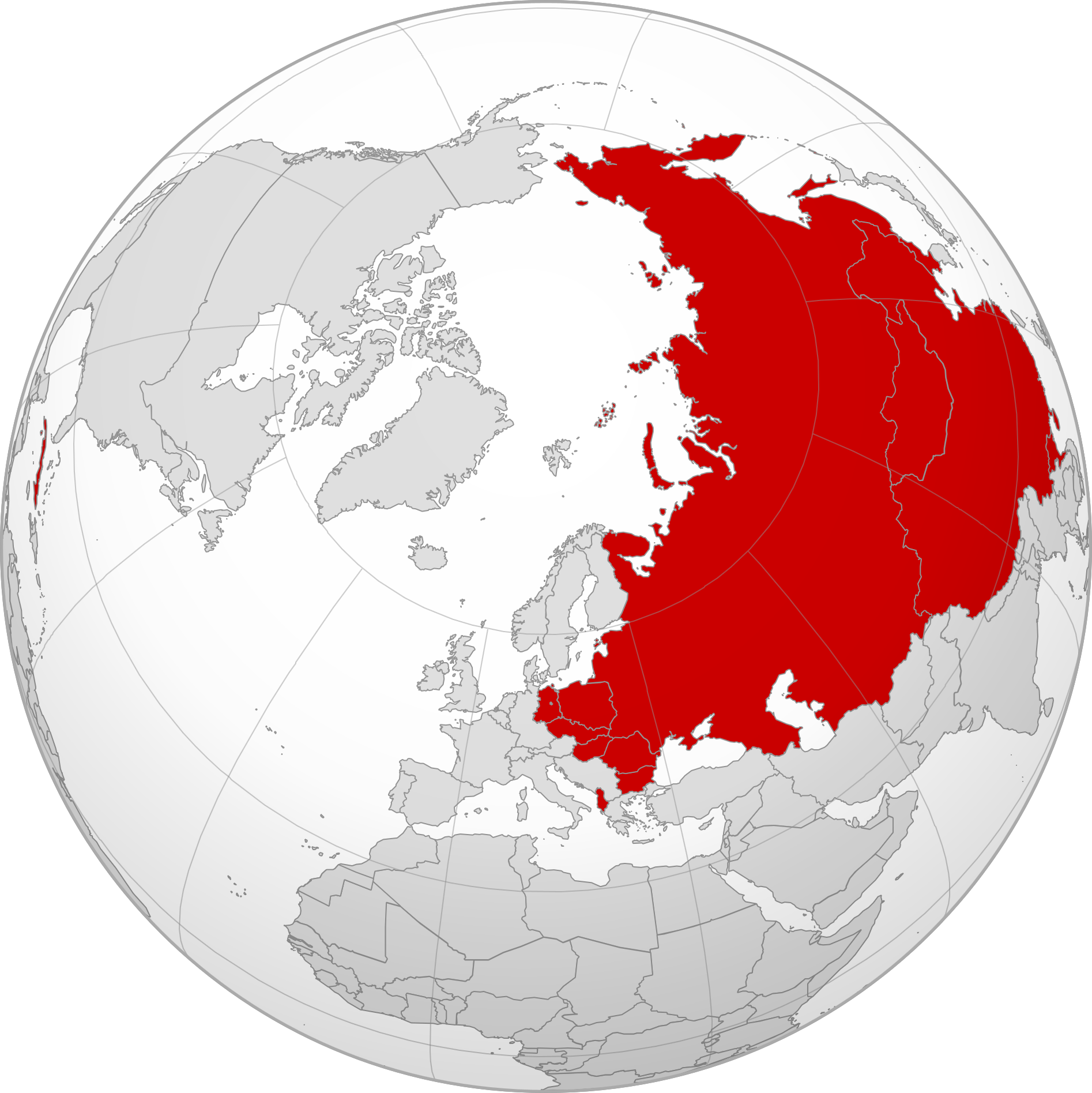
冷戦期におけるソビエト連邦の影響下の国家群。

ソビエト連邦は第二次世界大戦後、アメリカ合衆国と直接的な戦争はしなかったものの、冷戦という形で対立をしていた。アメリカ側（自由主義陣営）と違い、ソ連側（社会主義陣営）は、傀儡国家や衛星国家などを実際に建国させていた。
- モンゴル
- 東ドイツ（ドイツ統一後、自由主義陣営へ）
- キューバ

### ナチス・ドイツ
独・伊・英・仏の四ヶ国のミュンヘン会談によりズデーテン地方を割譲された後、当時のチェコスロバキアへ侵攻、チェコスロバキアを解体した。
そのうち、現在のスロバキア地域からハンガリーへ割譲された南部カルパティア・ルテニアを除く地域を支配するナチス・ドイツ保護国として下記のスロバキア第一共和国が成立した。
- スロバキア第一共和国

### アメリカ合衆国
第二次世界大戦においては戦勝国であり、イギリスやドイツなどのヨーロッパ諸国と違い、本土がほぼ爆撃被害に遭わなかったため、1940年代後半からソ連と冷戦という形で対立するようになった。そのため、アメリカ側（自由主義陣営）の国家は従属国と呼ばれる事があった。
- 中華民国（日中戦争中）
- キューバ（1902年 – 1959年）
- 大韓民国

## 第二次世界大戦後から現在まで
現代における従属国という単語は自国の政府を批判する際に用される事がある。

### アメリカ合衆国

冷戦期から現在においても北大西洋条約機構（NATO）加盟国は、自国内に米軍基地や拠点を多く構えている（画像は2023年現在）。
例えば、NATOに対抗するために結成されたワルシャワ条約機構加盟国は、自国内にソ連軍の駐留基地を提供していたため、冷戦後では一般的に、ソ連の傀儡政権、衛星国として扱われている。そのため、アメリカ軍を駐留させているNATO加盟国は、アメリカ合衆国の属国、衛星国、または傀儡政権と呼ばれる場合がある。

アメリカ合衆国は世界最大の経済力、軍事力、メディアやハリウッド映画、フードなどの文化力を有する覇権国家である。そのため、経済的、軍事的な影響下にある国家が多数存在している。また、冷戦期からアメリカ軍、アメリカ軍基地は経済的な主要国、同盟国を中心にほぼ全ての国家に展開（アメリカ統合軍）されている。
例えば、第二次世界大戦において、大規模な攻撃を受けなかったアメリカ合衆国は戦後に、疲弊したヨーロッパ（西側諸国のみ）をマーシャル・プランという名で経済、軍事の援護したことにより、西側諸国は事実上、アメリカ合衆国の影響下に置かれ、経済発展したと共に、アメリカ合衆国主導の元、北大西洋条約機構（NATO）が設立され、経済だけではなく、イギリス、西ドイツ、イタリア、ギリシャなどの国内に多数の米軍基地なども設置される他、ANZUSなどにより、オーストラリアなどにおいても影響力を高めた。
アメリカ軍は冷戦期から現在までドイツ、オランダ、ベルギー、イタリア、トルコの米軍基地内に、アメリカが管理する核兵器が配備させている。これらの国は米軍の軍事的な保護の依存度が高い。
ソビエト連邦との冷戦期、アメリカ合衆国は東南アジア諸国を影響下に置きたいため、東南アジア条約機構を設立し、南ベトナム、フィリピン（米比相互防衛条約）、タイ王国内に多数の米軍基地を設置した。
アメリカ合衆国は集団安全保障だけでなく、個別安全保障にも携わった。それが日本（日米安全保障条約）、韓国（米韓相互防衛条約）、中華民国いわゆる台湾（米華相互防衛条約）である。
ソビエト連邦の崩壊後、ワルシャワ条約機構が解体され、東側諸国であったポーランドやルーマニア、バルト三国、ジョージア、ウクライナは、親米路線と反露路線を確立した。ジョージアやウクライナを除く国家はNATOやEUの加盟国でもあり自国内に米軍基地を設置させている。
ソ連崩壊により、新しく建国されたロシア連邦の影響力は、設立から既にソビエト連邦と比較しても政治力、経済力、軍事力も大幅に衰退し、ヨーロッパにおけるアメリカ合衆国の一極的な影響は冷戦期と比較しても大幅に広がった。
アメリカ合衆国の属国と常に言われているのは自由連合盟約の国家である。実際には独立国であるが、加盟国の外交などは全てアメリカの合法的な管理下であるため、合法的な従属国と呼ばれる。
- ミクロネシア連邦
- マーシャル諸島
- パラオ

#### 国際機関
- 北大西洋条約機構（NATO）[8][9][10][11][12][13]
- 欧州連合（EU）[14][10][15][16][17]

#### アメリカ合衆国の影響下の国家
また、アメリカの大手メディアは以下の国家をアメリカの従属国リストとして記載した。アメリカをはじめとするメディアにおいてはアフガニスタンやパキスタン、イラクを実質的にアメリカの植民地であると猛烈に批判した。
以下が、米国メディアにアメリカの従属国と批判された国である。2022年、ロシアがウクライナに侵攻した際に、アメリカに同調し、ロシアへ経済制裁やロシア批判を行った国家に対して、ロシア大統領ウラジーミル・プーチンは｢主権のないアメリカ合衆国の植民地群」とG7各国やアメリカの同盟国に対して猛烈に批判した。
- パキスタン[19]
- アフガニスタン[19]
- イラク
- ハイチ
- イスラエル
- 大韓民国[21][22] - 緊急時における大韓民国国軍の戦時作戦統制権を在韓米軍が保有[23]している。戦時作戦統制権を保有していない国家は韓国のみであるため、従属国と批判されている。韓国政府はアメリカ政府（アメリカ軍）に対して戦時作戦統制権の返還を求めている。
- イエメン
- エルサルバドル
- 中華民国
- コロンビア
- ペルー
- バーレーン
- ジャマイカ
- クウェート
- パナマ
- リベリア
- タンザニア
- ホンジュラス
- チリ
- コスタリカ
- ヨルダン

以下の国家も自国政府を批判する時に国民やメディア、評論家などに「我が国はアメリカの従属国である」と批判されている。
- イギリス - イギリスの大手ガーディアン紙は「イギリスはアメリカ合衆国の従属国」と批判した[24][25]。また、レイクンヒース空軍基地などはイギリス所有のものの、基地内にイギリス空軍は居らず、アメリカ軍専用駐留基地（在英アメリカ空軍）になっているなど不平等であるなどと、国内で問題になっている[26][24][27]。イラク戦争時にはイギリスはアメリカ軍にほぼ全て追従した事で当時のトニー・ブレア首相はブッシュの犬と批判され続けたが、ブッシュ大統領はブレア首相を「プードル（犬）以上の仲である。」とジョークを交えて発言した[28]。また、数年後のEU離脱後のイギリスはアメリカの経済的植民地になると批判した[29]。2021年、フランス高官がイギリスに対して名指しで「英国は米国の属国」と猛烈に批判した[30][31][32]。同年、ベラルーシのアレクサンドル・ルカシェンコは英国放送協会（BBC）の取材に対して、「イギリスはアメリカのポチ（犬）だ。」と批判した[33]。
- 日本 - 日本は第二次世界大戦後、アメリカの従属国と度重なる批判を日本政府は受けている。また、日本国内には唯一の外国軍の在日米軍が現在も駐留しており、2021年、中国外務省の趙立堅は「日本は米国の顔色をうかがう戦略的従属国」と名指しして、批判した[34][35][36][37]。
- ウクライナ[38]
- ルーマニア[39]
- ブルガリア- ブルガリア国内で、突如アメリカの法律が適用され、ブルガリア人が不当逮捕されたことをきっかけに「ブルガリアはアメリカの植民地」と批判する声が挙がった[40]。
- イタリア - イタリアは第二次世界大戦後、多数の米軍基地が駐留している事によって軍事的、政治的、経済的にアメリカに追従することがあるためアメリカの従属国と批判を受けている[41]。
- ノルウェー[42]
- カナダ
- ガーナ[43]
- ドイツ - ドイツは世界最多の米軍基地が存在する事と、軍事的、経済的に対米依存が激しいため「アメリカの従属国」と長年批判されてきた[44]。2019年にはロシアのプーチン大統領がドイツに対して「ドイツは主権国家ではない。」と発言した。
- 南アフリカ共和国[43]
- オーストラリア[45]
- ポーランド[46][47]
- チェコ[48]
- アイスランド[49]
- スウェーデン[50]

### ロシア連邦
- ベラルーシ

### 日本
- ジブチ[51] - 元々はフランスの植民地である。ジブチ国内に自衛隊が駐留しており、これは日本国外にある自衛隊基地としては世界唯一である（ジブチ共和国における自衛隊拠点）。その際に結ばれている日本ジブチ地位協定がフランス植民地時代の不平等条約（治外法権及び特権）をそのまま自衛隊にも適応させたものなので日本の新たな植民地と言われる[52]他、日本の国会の議論によれば自衛隊による過失犯においては無罪となる[53]。